# Ключ 28
Ключ 28 (кит. иер. 厶) со значением «личный», двадцать восьмой по порядку из 214 традиционного списка иероглифических ключей, используемых при написании китайских иероглифов.

## История
Древняя идеограмма изображала нос или ухо человека.
В современном языке имеет значения «личный, частный, некто, нечто».
В качестве ключевого знака иероглиф мало употребляется.
В словарях располагается под номером 28.

## Примеры иероглифов
| Доп. черты | Примеры    |
| ---------- | ---------- |
| 0          | 厶         |
| 1          | 𠫓         |
| 2          | 厷厸厹㕕   |
| 3          | 厺去厼     |
| 4          | 厽厾       |
| 5          | 县 私      |
| 6          | 叀叁参     |
| 8          | 㕖         |
| 9          | 𠫾參叄㕗㕘 |
| 10         | 𠬃叅       |
| 11         | 𠬉         |
| 12         | 𠬍叆       |
| 13         | 𠬒叇㕙     |
| 15         | 𠬕𠬖       |